# Pseudauxides
Pseudauxides speciosus
Genre
Espèce
Pseudauxides est un genre fossile de poissons marins à nageoires rayonnées, rattaché à ordre des Perciformes et à la famille des scombridés, un taxon qui abrite aujourd'hui, entre autres, les maquereaux et les thons,. 
Une seule espèce est rattachée au genre : Pseudauxides speciosus, décrite par le paléontologue Kenneth A. Monsch en 2006.

## Découverte et datation
Les fossiles de Pseudauxides ne sont connus que sur le célèbre site paléontologique (Lagerstätte) du Monte Bolca sur la zone dite de « Pesciara », en Vénétie (Italie). Pseudauxides speciosus a vécu dans les mers tropicales de l'océan Téthys, précurseur de la Méditerranée, au cours de l'Éocène inférieur (Yprésien), il y a environ entre 49 et 48,5 Ma (millions d'années),. 
L'environnement péri-récifal tropical de l'Éocène du Monte Bolca est sous influence à la fois côtière et de mer ouverte. Dans cet environnement, les fossiles ont été préservés dans des sédiments calcaires laminés, déposés dans une dépression à faible énergie, sous un environnement anoxique.
Au moins trois autres espèces de scombridés vivaient dans ce même environnement :
- Thunnoscomberoides bolcensis ;
- Godsilia lanceolata ;
- Auxides propterygius.

## Description
Pseudauxides est un poisson d'environ 30 centimètres de long, fort semblable aux maquereaux actuels, et couvert d'écailles de taille moyenne. Son crâne montre une ornementation formée de nombreux sillons sur ses os frontaux. Ses dents sont coniques, peu épaisses et très coupantes. Il possède une trentaine de vertèbres et ses nageoires dorsales sont proches l'une de l'autre. 

## Classification
Les premiers membres de cette espèce ont été décrits dès la première monographie sur les poissons fossiles du Monte Bolca, réalisée par le paléontologue italien Giovanni Serafino Volta en 1796. Plus tard, Louis Agassiz, en 1835, décrivit les fossiles sous le nom de Cybium speciosum, tandis que le paléontologue français Camille Arambourg, en 1967, les attribuait au genre Scomberomorus.
L'étude conduite par K. A. Monsch en 2006 sur les scombridés du Monte Bolca indique que Pseudauxides est étroitement apparenté aux genres actuels Scomber et Rastrelliger, des poissons communément appelés maquereaux, ainsi qu'au genre éteint Auxides. Pseudauxides est le taxon le plus primitif de cet ensemble.